# 麥迪遜鎮區 (密蘇里州默瑟縣)
麥迪遜鎮區（英語：Madison Township）是位於美國密蘇里州默瑟縣的一個行政鎮區。

## 地方資料
麥迪遜鎮區的面積為107.19平方千米，當中陸地面積為107.17平方千米，而水域面積為0.02平方千米。根據2020年美國人口普查的數據，當地共有人口260人，而人口密度為每平方千米2.43人。